# Норматов, Рузимбой
Рузимбой Норматов (узб. Roʻzimboy Normatov, также известен как Каландар Бахши (узб. Qalandar baxshi); 15 июня 1951, Шаватский район, Хорезмская область, Узбекская ССР, СССР — 29 февраля 2024) — советский, узбекский певец, бахши. Народный бахши Республики Узбекистан (2001). Один из крупнейших представителей хорезмской школы бахши.

## Биография
Рузимбой Норматов родился 15 июня 1951 года в Шаватском районе Хорезмской области. В 1990 году окончил Ташкентский государственный театрально-художественный институт имени А. Н. Островского. На протяжении многих лет был художественным руководителем фольклорно-этнографического народного ансамбля «Авазхон», репертуар которого состоял из традиционных народных дастанов и песен.
Наиболее известные произведения в исполнении Каландара Бахши: узб. Oshiq G‘arib va Shohsanam, Tohir va Zuhra, Oshiq Mahmud, Sayotxon va Hamro, Go‘ro‘g‘li, Baziryon, Avazxon, Xirmondal, он внёс большой вклад в возрождение и исполнение древнего эпоса «Юсуф Ахмад».
Скончался 29 февраля 2024 года.

## Награды
- Народный бахши Республики Узбекистан (2001).